# Scinax trilineatus
Scinax trilineatus és una espècie de granota que es troba al Brasil, Guyana, Surinam i Veneçuela.